# Scripps Networks Interactive
Pour les articles homonymes, voir Scripps.
Scripps Networks Interactive était une société américaine de média créée le 1er juillet 2008 par scission de la division chaînes câblées d'E. W. Scripps Company. La société regroupe plusieurs chaînes dont HGTV créée en 1994, Food Network, DIY Network, Cooking Channel, Travel Channel et Great American Country. Elle a fusionné avec Discovery Communications pour devenir Discovery en mars 2018.

## Historique

### 1993-2007: Division télévision câblée d'E.W. Scripps Company
En 1993, E. W. Scripps Company société américaine détenant plusieurs journaux et stations de télévisions annonce le lancement d'une chaîne câblée pour l'automne 1994 pour un investissement de 75 millions de dollars. Le 30 décembre 1994, la chaîne HGTV (Home & Garden Television) est lancée sur 50 marchés et est accessible par 6,5 millions de foyers.
En 1995, la chaîne inaugure son studio et siège social à Knoxville, Tennessee tandis que son audience atteint les 10 millions le 1er novembre. L'année 1996 est marquée par le lancement du site internet HGTV.com. 
En 1997, la chaîne atteint les 25 millions d'abonnés et une déclinaison de HGTV au Canada est lancée le 17 octobre 1997 sous une licence de canal spécialisé par Alliance Atlantis. La chaîne canadienne est détenue à 80,24 % par Alliance Atlantis et 19,76 par Scripps. En 1997, Scripps achète les 70 % de Food Network détenus par A. H. Belo Corporation, société de média de Dallas, , les 30 % restant appartenant à Tribune Company. Food Network devient la seconde chaîne câblée de Scripps.
En 1999, Scripps lance une troisième chaîne câblée, DIY Network, (DIY pour do it yourself, « faite le vous-même »). À cette occasion, le siège social est agrandi avec pour 12 millions de $
Après avoir obtenu une licence en juillet 2000, Alliance Atlantis a lancé la version canadienne de Food Network.
En 2002, le groupe lance une quatrième chaîne Fine Living Network puis une cinquième Great American Country (GAC) en 2004.
En juin 2005, E. W. Scripps Company achète Shopzilla pour 525 millions de $ et l'associe à sa division internet.

### 2008-2017: Société indépendante
En janvier 2008, Canwest achète les 80 % d'Alliance Atlantis dans HGTV Canada. En 2008, E. W. Scripps Company annonce une scission en deux sociétés, l'une comprenant les journaux et les stations de télévision et l'autre les chaînes câblées et des activités internet, baptisée Scripps Networks Interactive et créée le 1er juillet 2008.
Fin 2009, la presse annonce que Scripps Networks Interactive envisage d'acheter une part majoritaire de Travel Channel (américaine) détendue par Cox Communications pour 975 millions de $. Le 5 novembre 2009, la transaction est revalorisée à 1,1 milliard de $ pour acheter 65 % de la chaîne Travel Channel. La transaction est finalisée en janvier 2010 mais l'existence d'une chaîne britannique homonyme plus largement établie force Scripps à envisager son rachat.
Le 31 mai 2010, la chaîne Fine Living Network est remplacée par Cooking Channel à la suite d'une annonce faite en octobre 2009. En octobre 2010, à la suite d'une réorganisation de Canwest, la compagnie Shaw Media devient le propriétaire des 80 % non détenus par Scripps Networks Interactive,.
En avril 2011, Scripps annonce la vente du site Shopzilla pour 165 millions de $ au groupe d'investissement Symphony Technology Group. En parallèle, le 25 avril, Scripps investit dans le site Oyster.com. Le 15 août 2011, Virgin Media accepte de vendre sa part de 50 %  dans UKTV pour 339 millions de £, réparti en 239 millions de £ en liquidité et 100 millions de £ pour les actions et la dette. L'aval des autorités irlandaise et de Jersey a été accordé le 3 octobre 2011.
Le 31 janvier 2012, Scripps achète un éditeur de vidéo en ligne californien, RealGravity pour 20 millions de $.
Le 22 mars 2012, Scripps Networks Interactive annonce une transaction de 65 millions de £(102,7 millions de $) pour acheter Travel Channel International Limited, société britannique propriétaire de Travel Channel (internationale), disponible sur les marchés d'Europe, Afrique, Moyen-Orient et Asie-Pacifique. La transaction est finalisée le 1er mai 2012, après l'accord des organismes de régulations. La chaîne internationale Travel Channel fusionne donc avec celle américaine.
Le 13 août 2012, la presse évoque une possibilité de rachat de Scripps Networks Interactive par The Walt Disney Company pour 10 milliards de $.
Le 12 avril 2013, Scripps achète la chaîne Asian Food Channel basée à Singapour pour 66 millions de $.
En mars 2015, Scripps acquiert 52,7 % de l'entreprise polonaise TVN pour 613 millions d'euros à ITI Group et à Vivendi.

### 2018: Acquisition par Discovery
Le 31 juillet 2017, Discovery Communications annonce son intention d'acheter Scripps Networks Interactive pour 14,6 milliards d'USD en actions et en numéraire. Discovery souhaite installer un centre opérationnel à Knoxville, et un projet de déménager son siège social de Silver Spring (Maryland) à New York dès 2019. 
Le 6 février 2018, la Commission européenne approuve l'accord mais à condition que les chaînes polonaises TVN24 et TVN24 BiŚ détenues par Liberty Global maison mère de Discovery disponibles pour les diffuseurs tiers,. Le 27 février 2018, le département de la Justice des États-Unis donne aussi son accord. L'achat est finalisé le 6 mars 2018 et prend le nom de Discovery.
Le 18 avril 2018, FuboTV annonce avoir levé 75 millions d'USD auprès d'AMC Networks, 21st Century Fox, Luminari Capital, Northzone, Sky et Scripps Networks Interactive (désormais Discovery),.

## Chaînes
- HGTV
- Food Network
- DIY Network
- Cooking Channel
- Travel Channel
  - Travel Channel (UK)
- Great American Country
- Asian Food Channel
- TVN (52,7 %)
- UKTV
  - Alibi
  - Dave
  - Drama
  - Eden
  - Gold
  - Good Food
  - Home
  - Realty
  - Watch
  - Yersterday

## Données économiques

### Résultats financiers
| Année | Chiffre d'affaires | Résultats net |
| ----- | ------------------ | ------------- |
| 2004  | 724                | 119           |
| 2005  | 1 002              | 176           |
| 2006  | 1 323              | 234           |
| 2007  | 1 441              | (130)         |
| 2008  | 1 591              | 24            |
| 2009  | 1 367              | 275           |
| 2010  | 1 883              | 398           |
| 2011  | 2 072              | 473           |
| 2012  | 2 307              | 681           |
| 2013  | 2 531              | 505           |
| 2014  | 2 665              | 545           |
| 2015  | 3 018              | 607           |

### Diffusion
| Année | HGTV | Food Network | DIY Network | Fine Living Network (2002-2009)/ Cooking Channel | Great American Country | Travel Channel |
| ----- | ---- | ------------ | ----------- | ------------------------------------------------ | ---------------------- | -------------- |
| 2008  | 98   | 98           | 50          | 55                                               | 56                     | -              |
| 2009  | 96   | 99           | 53          | 57                                               | 58                     | 95             |
| 2010  | 100  | 100          | 54          | 57                                               | 59                     | 96             |
| 2011  | 99   | 100          | 57          | 58                                               | 62                     | 95             |
| 2012  | 99   | 100          | 58          | 60                                               | 63                     | 95             |
| 2013  | 97   | 99           | 58          | 61                                               | 63                     | 94             |
| 2014  | 96   | 97           | 58          | 62                                               | 60                     | 92             |

1. ↑  acheté en décembre 2009